# The First Omen
The First Omen is een Amerikaanse horrorfilm uit 2024, geregisseerd door Arkasha Stevenson. De film is het zesde deel van de The Omen-franchise en een prequel op The Omen uit 1976.

## Verhaal
De jonge Amerikaanse Margaret Daino wordt naar Rome gestuurd, waar ze haar leven volledig wil wijden aan de dienst van de kerk. Daar werkt ze in het Vizzardelli-weeshuis, dat wordt gerund door abdis zuster Silvia. Door enkele ervaringen wordt Margarets geloof geschokt. Via pater Brennan ontdekt ze een vreselijke samenzwering binnen de kerk die tot doel heeft het kwaad te reïncarneren en wacht op de komst van de antichrist.

## Rolverdeling
| Acteur               | Personage          |
| -------------------- | ------------------ |
| Nell Tiger Free      | Margaret Daino     |
| Sônia Braga          | zuster Silvia      |
| Ralph Ineson         | pater Brennan      |
| Bill Nighy           | kardinaal Lawrence |
| Tawfeek Barhom       | pater Gabriel      |
| Maria Caballero      | Luz Valez          |
| Nicole Sorace        | Carlita Scianna    |
| Ishtar Currie-Wilson | zuster Anjelica    |
| Andrea Arcangeli     | Paolo              |
| Charles Dance        | pater Harris       |
| Rachel Hurd-Wood     | Katherine Thorn    |
| Milena Božić         | jonge zuster Silva |
| Eva Ras              | boze non           |

## Productie
In april 2016 werd een prequel van het eerste deel The Omen (1976) van Richard Donner in ontwikkeling aangekondigd. Terwijl Ben Jacoby werd aangekondigd als scenarioschrijver, werd Antonio Campos aangenomen voor de regie.
In mei 2022 ontwikkelde 20th Century Studios het project eindelijk samen met Arkasha Stevenson, die haar eerste speelfilm regisseert. David S. Goyer en Keith Levine produceren de film via Phantom Four. Nell Tiger Free werd in augustus 2022 aangekondigd voor de hoofdrol.
De belangrijkste opnames vonden plaats op locatie in Rome en op soundstages in Lumina Studios van 19 september tot 22 november 2022.

## Release
De film ging in première op 3 april 2024 in de landen Indonesië, Taiwan, Zuid-Korea en Zweden.

## Ontvangst
Op Rotten Tomatoes heeft The First Omen een waarde van 81% en een gemiddelde score van 6,90/10, gebaseerd op 154 recensies. Op Metacritic heeft de film een gemiddelde score van 65/100, gebaseerd op 33 recensies.